# Суповка
Супо́вка (укр. Супівка) — село на Украине, находится в Барском районе Винницкой области.
Код КОАТУУ — 0520284803. Население по переписи 2001 года составляет 431 человек. Почтовый индекс — 23000. Телефонный код — 4341.
Занимает площадь 22,1 км².
В селе действует храм Апостола и Евангелиста Иоанна Богослова Барского благочиния Винницкой и Барской епархии Украинской православной церкви.

## Адрес местного совета
23045, Винницкая область, Барский р-н, с.Суповка, ул.Леси Украинки